# Улица Железнодорожный Посёлок (Апатиты)
Улица Железнодорожный Посёлок — улица в городе Апатиты. Названа так по построенной здесь ещё в 1916-м году станции Апатиты-1 и посёлка при ней.

## История
Улица Железнодорожный Посёлок — одна из первых улиц Апатитов. Это первая дорога для авто- и конного транспорта в центре Кольского полуострова.
С 1916 до 1926 года здесь находились все здания посёлка Апатиты.
На этой улице проживал Николай Кузьмич Гладышев, человек сильно повлиявший на развитие станции Апатиты, которая при нём стала сначала посёлком в 1926 и потом посёлком городского типа в 1935 году. Проживал он здесь вплоть до ареста и расстрела в 1937 году.
С 1926 года по 1935 год здесь была сконцентрирована основная часть экономики Апатитов, здесь располагалась первая почта посёлка, телеграф и ж/д станция, на основе которой и был основан посёлок.
После становления Апатитов посёлком городского типа улица стала обеспечивать половину прибыли посёлка, а после становления Апатитов городом в 1966 году и вовсе лишь треть.
После 1991 года жилые здания были покинуты. На сегодняшний день здесь расположены: здания ж/д станции Апатиты-1, почтовое отделение, склады и полицейский участок.

## Расположение улицы
Расположена улица в районе Старые Апатиты, проходит с юга на север.
Начинается улица от въезда в города со стороны посёлка Залесье. Пересекается с Трудовой улицей около ж/д вокзала. Заканчивается, упираясь в мост по улице Жемчужной, ведущий в основную часть города.

## Здания
- № 1 — склад-магазин «Светофор»
- № 21 — Северо-западное УВД на транспорте, Линейный отдел.

## Транспорт
Ходят автобусные маршруты № 8, 131 и летний маршрут Северная улица — посёлок Речной. Остановка «Вокзал».